# Komi (go)
El komi es un término de go que se refiere a los puntos adicionales que se le suman al jugador que tiene las piedras blancas para compensar la desventaja producida, puesto que el primer movimiento siempre lo realizan las piedras negras. El komi suele variar según los distintos reglamentos, y habitualmente se especifica el komi a usar previamente a la celebración de un torneo. Suele oscilar entre 7.5 y 6.5 puntos.
Normalmente solo se hace uso del komi en partidas igualadas (sin handicap), puesto que el jugar con handicap ya supone una desventaja para el jugador con las piedras blancas y no es necesario añadirle una desventaja adicional.